# 비타민 (텔레비전 프로그램)
《비타민》은 2003년 6월 29일부터 2017년 3월 9일까지 방송되었던 예능 프로그램이다.

## 기획 의도
날이 갈수록 증대되는 삶의 질에 대한 관심도를 반영하여 건강과 행복에 대해 누구나 재미있게 공감할 수 있는 오락적인 시각을 접근과 즐거움이 함께 다양한 정보를 제공함으로써 국민 삶의 질 증진에 기여하고자 하는 예능 프로그램이다.

## 방송 시간
| 방송 채널 | 방송 기간                           | 방송 시간                           |
| --------- | ----------------------------------- | ----------------------------------- |
| KBS 2TV   | 2003년 6월 29일 ~ 2008년 3월 30일   | 매주 일요일 밤 10시 5분 ~ 11시 25분 |
| KBS 2TV   | 2008년 4월 4일 ~ 2009년 4월 17일    | 매주 금요일 밤 8시 55분 ~ 9시 55분  |
| KBS 2TV   | 2009년 4월 22일 ~ 2009년 10월 14일  | 매주 수요일 밤 9시 ~ 9시 55분       |
| KBS 2TV   | 2009년 10월 21일 ~ 2010년 5월 5일   | 매주 수요일 밤 8시 50분 ~ 9시 55분  |
| KBS 2TV   | 2012년 2월 29일 ~ 2013년 8월 14일   | 매주 수요일 밤 8시 50분 ~ 9시 55분  |
| KBS 2TV   | 2014년 11월 19일 ~ 2014년 12월 24일 | 매주 수요일 밤 8시 50분 ~ 9시 55분  |
| KBS 2TV   | 2010년 5월 12일 ~ 2011년 11월 2일   | 매주 수요일 밤 8시 50분 ~ 9시 50분  |
| KBS 2TV   | 2011년 11월 9일 ~ 2012년 2월 22일   | 매주 수요일 밤 8시 55분 ~ 9시 55분  |
| KBS 2TV   | 2013년 8월 21일 ~ 2014년 10월 29일  | 매주 수요일 밤 8시 55분 ~ 9시 55분  |
| KBS 2TV   | 2015년 1월 7일 ~ 2015년 8월 19일    | 매주 수요일 밤 8시 55분 ~ 9시 55분  |
| KBS 2TV   | 2014년 11월 12일                    | 수요일 밤 8시 50분 ~ 9시 50분       |
| KBS 2TV   | 2015년 8월 27일 ~ 2017년 3월 9일    | 매주 목요일 밤 8시 55분 ~ 9시 55분  |

## 진행자
| 역대 | 진행자                     | 진행 기간                          |
| ---- | -------------------------- | ---------------------------------- |
| 1대  | 윤다훈 정은아(16기)        | 2003년 6월 29일 ~ 2003년 11월 2일  |
| 2대  | 강병규 정은아(16기)        | 2003년 11월 9일 ~ 2008년 11월 14일 |
| 3대  | 전현무 정은아(16기)        | 2008년 11월 21일 ~ 2010년 5월 5일  |
| 4대  | 전현무 김용만 정은아(16기) | 2010년 5월 12일 ~ 2012년 9월 5일   |
| 5대  | 김용만 정은아(16기)        | 2012년 9월 12일 ~ 2013년 4월 3일   |
| 6대  | 이휘재 은지원 박은영(33기) | 2013년 4월 10일 ~ 2015년 4월 29일  |
| 7대  | 이휘재 정지원(38기)        | 2015년 5월 6일 ~ 2016년 10월 27일  |
| 8대  | 이휘재 김태훈              | 2016년 11월 10일 ~ 2017년 3월 9일  |

## 역대 코너
위대한 밥상
- 방송 기간 : 2004년 2월 8일 ~ 2009년 6월 24일 / 2010년 5월 12일 ~ 2011년 6월 15일 / 2016년 1월 7일 ~ 2017년 3월 9일

어느 날 갑자기
- 방송 기간 : 2009년 10월 28일 ~ 2011년 6월 15일

비타 5분
- 방송 기간 : 2009년 10월 28일 ~ 2010년 5월 18일

위험한 랭킹
- 방송 기간 : 2011년 10월 5일 ~ 2013년 4월 10일

위험한 테이블
- 방송 기간 : 2013년 6월 5일 ~ 2014년 12월 24일

Dr. 비타민 위험한 라이벌, 비타민 생활건강
- 방송 기간 : 2015년 1월 7일 ~ 2015년 12월 24일

## 참고 사항
- 초대 MC였던 윤다훈이 출연한 드라마 중의 하나인 KBS 2TV 슈팅에서 윤다훈의 아버지 역을 맡았던 정욱과 윤다훈의 후임으로 해당 프로그램 진행[3]을 맡아 온 강병규는 사회적 물의를 일으켰다는 이유(강병규-상습도박 정욱-유사수신 행위규제법 위반) 탓인지 KBS·EBS·MBC 영구출연정지 명단에 올랐으며 그 이후에는 SBS 출연정지 명단에 올라야 했다.
- 이휘재 전임 남자 MC 명단에 속했던 강병규 김용만은 불법도박 혐의로 사회적 물의를 일으켜 중도하차한 바 있다.[4]
- 2004년에 몸짱 아줌마로 알려진 정다연이 출연하면서[5]전국적으로 몸짱 만들기 열풍이 분 적이 있었으며[6] 일부에서는 외모 지상주의를 부추긴다는 우려도 제기되었다.[7]
- 당초 일요일 오후 10시 5분에 방영되었으나 KBS 1TV에서 방송됐던 대하사극 <대왕 세종>이 2008년 봄 개편 때 2TV로 옮겨가면서[8] 2008년 4월 4일부터 금요일 오후 8시 55분으로 이동했다. 토요일 오후 6시 40분에 방송되어 오다가 2009년 봄 개편 때 시간대를 변경[9]한 <스펀지>에게 자리를 내준 뒤 2009년 4월 22일부터 수요일 오후 9시로 옮기고 2015년 7월 2일부터 2017년 3월 9일까지 목요일 오후 8시 55분에 방영되었다.

## 같이 보기
관련 항목
- 건강

방송 프로그램
- 명의 (EBS 1TV)
- 생로병사의 비밀 (KBS 1TV)
- 나는 몸신이다, TV 주치의 닥터 지바고 (채널A)
- 엄지의 제왕 (MBN)
- 닥터의 승부 (JTBC)
- 내 몸 사용설명서 (TV조선)

## 비디오 게임
《DS 비타민 위대한 밥상 말하는! 건강요리 길잡이》는 닌텐도 에서 개발한 닌텐도 DS용 전자 사전이다 2008년 10월 16일 발매되었다.